# Queeste vanden grale
Die Queeste vanden Grale is de Middelnederlandse vertaling/bewerking van de Oudfranse prozaroman La Queste del Saint Graal (ca. 1225). Wanneer, waar, door wie en voor wie die vertaling gemaakt werd, is onbekend. Rijmwoorden in een/de Brabantse bewerking van die vertaling wijzen sterk in de richting van Vlaanderen. Deze vertaling zal vrijwel zeker nog in de dertiende eeuw tot stand zijn gekomen.

## Overlevering
Die Queeste vanden Grale is bewaard gebleven in een verkorte bewerking in de zogeheten Lancelot-compilatie, die naar men nu denkt omstreeks 1320 tot stand kwam als een samenwerkingsproject van een groep kopiisten in Antwerpen onder leiding van Lodewijk van Velthem.

## Inhoud
In Die Queeste vanden Grale wordt het hof van koning Artur geconfronteerd met een mysterieus voorwerp dat zich aan alle aanwezigen openbaart om daarna weer te verdwijnen. Dit voorwerp blijkt in de loop van het verhaal de Graal te zijn, een schaal die tijdens het Laatste Avondmaal gebruikt werd en werd achtergelaten in de eetzaal. Als Jozef van Arimathea - een gepensioneerd ridder van Pontius Pilatus die in het geheim een volgeling van Jezus geworden was - van Pilatus toestemming gekregen heeft om Jezus' lichaam van het kruis te halen en te begraven in het graf dat hij voor zichzelf had laten maken, dan neemt hij onderweg naar de Calvarieberg deze Graal mee, en gebruikt hem om het bloed dat hij van Jezus' lichaam afwast, daarin te bewaren. De bron van dit verhaal is het Evangelie van Nicodemus, een tekst die volgens moderne theologische inzichten deuterocanoniek of nog erger apocrief is, maar die gedurende de Middeleeuwen beschouwd werd als een belangrijke tekstgetuige van lijden en sterven van Jezus van Nazareth. Deze voorgeschiedenis wordt verteld in een andere roman, Die Historie vanden Grale die door Jacob van Maerlant vertaald werd naar de roman Joseph d'Arimathie van Robert de Boron. In die roman wordt verteld hoe de Graal door nazaten van Jozef naar Brittannië gebracht wordt, waar hij bewaard wordt in het Graal-kasteel, een burcht die in handen is van de zwaargewonde Visser-koning, die op genezing wacht. Voor de ogen van normale mensen is deze burcht onzichtbaar, uitverkoren kunnen er binnentreden, maar worden vervolgens aan beproevingen blootgesteld. 
La Queste del Saint Graal is ingebed in de Lancelot en prose, een lijvige 'historische' Arturroman in proza, die is opgebouwd uit drie delen, het eerste handelend over de jeugd van de ridder Lancelot, wiens ridderschap geïnspireerd wordt door zijn brandende liefde voor koningin Genièvre, echtgenote van koning Artus. Zo 'wereldlijk' als dit eerste deel is zo 'geestelijk' is het vervolg over de zoektocht naar de Graal. Met als gevolg dat wereldlijk ingestelde ridders, die eerder het ene succes na het andere boekten, nu letterlijk als dolende ridders rondrijden, blind als zij zijn voor 'hints', terwijl spiritueel ingestelde ridders wier belangstelling niet uitgaat naar wereldlijke roem en lichamelijke liefde, door hun toewijding en kuisheid steeds dichter bij hun doel komen. Uiteindelijk blijven er drie ridders over, Bohort, Galaad en Perceval, die dankzij visioenen, die zij uitgelegd krijgen door heilige heremieten, de anderen ver achter zich gelaten hebben. Uiteindelijk zal het de maagdelijke ridder Galaad, een zoon van Perceval, die hij onbedoeld en onwetend verwekte bij de dochter van koning Pelles, vergund worden om een blik in de Graal te werpen en zo het mysterie te aanschouwen, dat vermoedelijk het (bloed)wonder van de transsubstantiatie geweest zal zijn, een wonder dat in die eeuw sterk in de belangstelling stond en dat ook heel letterlijk begrepen werd.